# Campeonato Alemão de Voleibol Feminino- Segunda Divisão
O Campeonato Alemão de Voleibol Feminino - Segunda Divisão é a segunda divisão do torneio de clubes de voleibol feminino da Alemanha .O torneio, chamado de 2.Bundesliga, é realizada na Região Norte e Região Sul, e a divisão inferior é terceira (A3) é organizado pela Federação Alemã de Voleibol em alemão: Deutscher Volleyball-Verband (DVV).

## Histórico
A primeira edição da Região Sul organizada pela Deutscher Volleyball-Verband (DVV) foi realizada na temporada 1991-92.
A primeira da Região Norte foi organizada Deutsche Volleyball-Verband (DVV) e realizada na temporada 1991-92.

## Serie A3

### Edição atual
A Divisão III chamada de Terceira Liga (Dritte Liga) garante ao campeão e vice-campeão a promoção a elite nacional da Alemanha